# Dessau

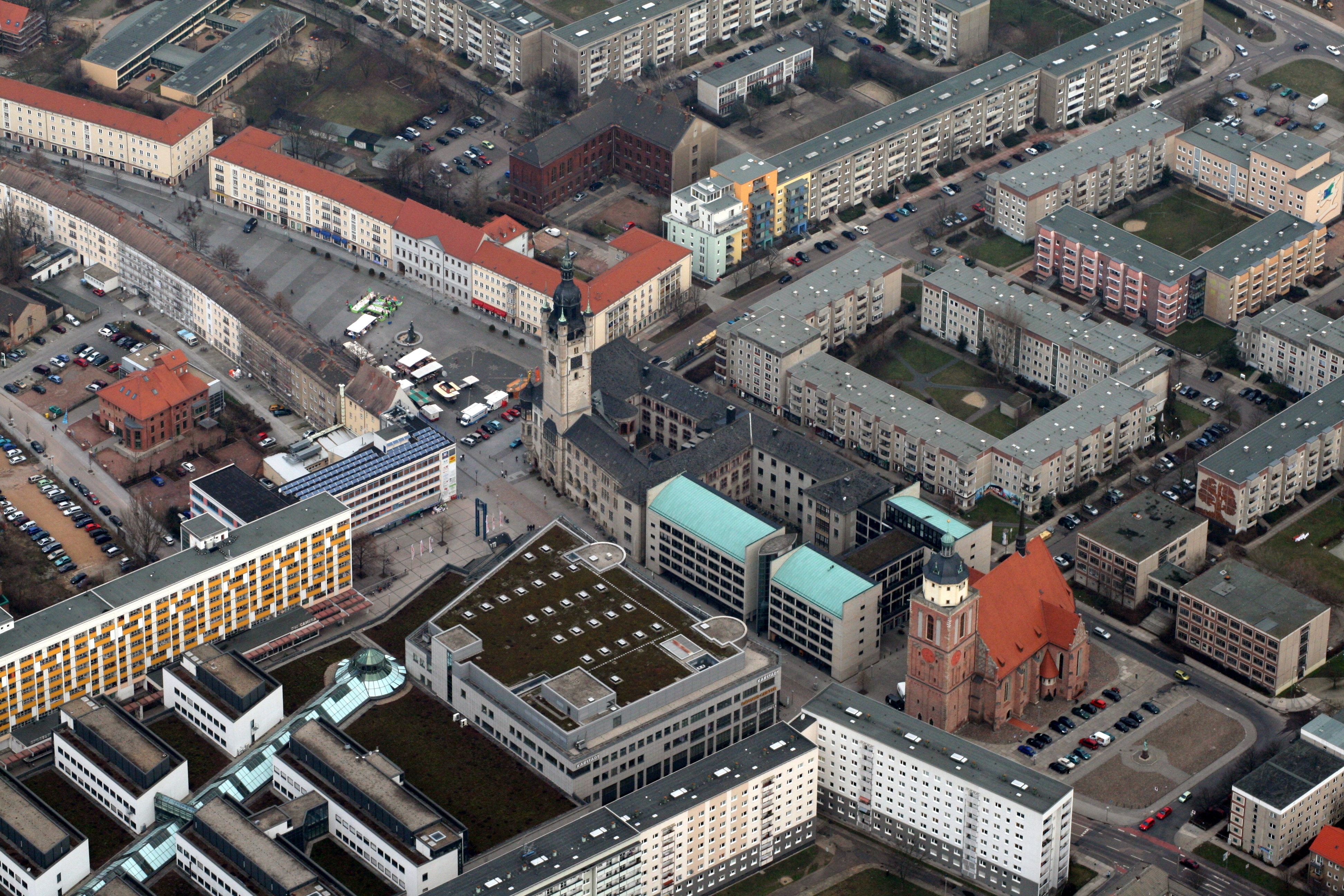
Śródmieście d. Dessau

Dessau – do 2007 miasto na prawach powiatu we wschodnich Niemczech, w Saksonii-Anhalt. Po połączeniu z Roßlau (Elbe) stanowi południową (lewobrzeżną) część Dessau-Roßlau.

Herb Dessau

Pierwsza wzmianka o mieście pochodzi z 1213 r. Po podziale księstwa Anhalt, do którego należało od początku swego istnienia, znalazło się w granicach Anhalt-Zerbst. W 1396 r. stało się stolicą księstwa niższego rzędu (Fürstentum) – Anhalt-Dessau, które przetrwało do 1561 r. Wówczas miasto powróciło do Anhalt-Zerbst, aby w 1603 r. znowu stać się stolicą Anhalt-Dessau, mającego identyczny status, jak przed 1561 r. W XVIII stuleciu Dessau stanowiło jeden z głównych ośrodków niemieckiego oświecenia. Wtedy powstały m.in. słynne ogrody Dessau-Wörlitz. W 1807 r. Anhalt-Dessau podniesiono do rangi księstwa wyższego rzędu (Herzogtum) i funkcjonowało ono do 1863 r., kiedy stało się częścią ponownie zjednoczonego księstwa Anhalt, będącego od 1871 r. częścią Cesarstwa Niemieckiego. Na I poł. XIX wieku datuje się początek industrializacji i największego w historii rozwoju Dessau.
Po 1918 r. znalazło się w granicach Rep. Weimarskiej, a następnie III Rzeszy. W latach 1925–1932 w Dessau znajdowała się siedziba Bauhausu. W 1945 r. w czasie alianckich nalotów miasto zostało doszczętnie zniszczone – 97% zabudowy legło w gruzach. Po wojnie znalazło się w NRD (okręg Halle). Większości zabytków zniszczonych w czasie wojny nie odbudowano, co spowodowało, że Dessau – pomimo długiej i bogatej historii – nabrało nowoczesnego charakteru. Po zjednoczeniu Niemiec stało się jednym z trzech, obok Magdeburga i Halle (Saale), głównych ośrodków kraju związkowego Saksonia-Anhalt.
Z dniem 1 lipca 2007 r. zostało połączone z leżącym na drugim brzegu Łaby miastem Roßlau (Elbe) w miasto Dessau-Roßlau.